# Jüdische Friedhöfe in Augsburg
Es sind drei jüdische Friedhöfe in der bayerischen Stadt Augsburg dokumentiert.

## Mittelalterlicher Friedhof
Der mittelalterliche Friedhof, der nahe dem Scheitelpunkt der heutigen Straße „An der Blauen Kappe“ lag, existiert nicht mehr. Er hatte seinen Einzugsbereich bis nach Aichach, Lauingen und Donauwörth. Im Jahr 1438/39 wurde er beschlagnahmt und abgeräumt. Die Grabsteine wurden zum Rathausbau verwendet.
Zwei undatierte Grabsteine sind noch im Hof eines Hauses in der Peutingerstraße 11 vorhanden, desgleichen zwei Fragmente eines weiteren Grabsteines im Jüdischen Kulturmuseum Augsburg-Schwaben. Nach Schleifung der Befestigungsanlage befand sich bis zur Zerstörung im Zweiten Weltkrieg 1944 auf dem Grundstück des ehemaligen jüdischen Friedhofs das Landesgefängnis („Katzenstadel“). Viele Gegner des NS-Regimes wurden hier gefangen gehalten, erniedrigt und auch gefoltert. Nach dem Zweiten Weltkrieg errichtete die LVA Schwaben ihr Verwaltungsgebäude auf dem Ruinengrundstück. Heute ist dieses Gebäude das Verwaltungszentrum der Stadt Augsburg.

## Jüdischer Friedhof in Augsburg-Kriegshaber
Der Friedhof befindet sich im heutigen Augsburger Stadtteil Kriegshaber in der Madison-/Hooverstr. 15. Von 1623 bis 1951 fanden Bestattungen auf diesem Friedhof statt. Er wurde auch von den Juden aus Steppach, München (bis 1868), Pfersee, Schlipsheim, Fischach und Augsburg genutzt. In den Jahren 1695 und 1722 wurde der Friedhof erweitert.
Im Jahr 1942 wurde der Friedhof geschändet. Aus den Grabsteintrümmern wurde nach 1945 auf dem Friedhof eine Stele zur Erinnerung an die Opfer der NS-Zeit aufgerichtet.
Es existieren noch etwa 400 Grabsteine, der älteste stammt aus dem Jahr 1662.

## Neuer Friedhof
Der sogenannte Neue Friedhof befindet sich in der Haunstetter Straße 64. Auf ihm finden seit 1868 bis heute Beerdigungen statt. Es sind ca. 1.500 Grabsteine erhalten. In den Jahren 1924, 1930, 1935 und 1991 wurde der Friedhof geschändet. Ein Gedenkstein erinnert an die in der NS-Zeit getöteten Juden.